# Álvaro Odriozola
Álvaro Odriozola Arzallus (San Sebastián, Guipúzcoa, España, 14 de diciembre de 1995) es un futbolista español que juega como defensa en la Real Sociedad de la Primera División de España.

## Trayectoria

### Inicios y revelación con la Real Sociedad
Nació en la ciudad de San Sebastián, en Guipúzcoa, País Vasco, y se incorporó a la cantera de la Real Sociedad en 2006, cuando tenía tan solo diez años. El 1 de septiembre de 2013 debutó con el equipo filial frente a la Unión Deportiva Las Palmas Atlético —filial del conjunto insular— en el partido correspondiente a la Segunda División "B" 2013-14.
Fue promocionado oficialmente al equipo filial en la temporada 2014-15 y marcó su primer gol el 6 de septiembre de 2014 contra el Real Unión Club. En febrero de 2016 renovó su contrato con la entidad donostiarra hasta 2018.
El 16 de enero de 2017, debido a las lesiones de Carlos Martínez y Joseba Zaldua, Odriozola debutó con el primer equipo en Primera División frente al Málaga Club de Fútbol. Desde entonces fue habitual en el once inicial del conjunto vasco como lateral derecho, y el equipo terminó la temporada con la clasificación a la Liga Europa de la UEFA. Disputó un total de 15 partidos en la temporada en los que concedió cinco asistencias, y merced a sus buenas actuaciones fue considerado como uno de los jugadores revelación de la Liga.
En la temporada 2017-18 fue inscrito como jugador del primer equipo con el dorsal 19. El 15 de febrero de 2018 anotó su primer tanto con la Real Sociedad, en el partido de ida de los dieciseisavos de final de la Liga Europa ante el Red Bull Salzburgo, partido que finalizó con empate a dos goles y que a la postre supuso la eliminación del conjunto txuri-urdin tras perder por 2-1 en el partido de vuelta.

### Etapa en Madrid y cesiones
El 5 de julio de 2018 el Real Madrid Club de Fútbol anunció oficialmente su fichaje para las siguientes seis temporadas, y fue presentado el día 16 con el dorsal 19, mismo que utilizaba en su anterior equipo. 
Su debut oficial lo realizó como titular el 22 de septiembre en el estadio Santiago Bernabéu en un partido de Liga contra el Real Club Deportivo Espanyol que finalizó con 1-0 a favor de «los blancos». Odriozola marcaría su primer gol con el equipo madridista el 31 de octubre en la victoria 4-0 ante el Melilla por Copa del Rey.
El 22 de enero de 2020, el Real Madrid anunció su cesión al Bayern de Múnich hasta final de temporada.
El jugador de 24 años llegó en el parón invernal al conjunto bávaro, donde jugó únicamente cinco partidos en la temporada en la que el equipo conquistó el triplete, tres de ellos correspondientes a la Bundesliga, uno a la Copa DFB y otro a la Liga de Campeones. Su escasa participación resultó en el retorno al club español para la temporada 2020-21.
Su regreso al club madrileño estuvo marcado por las lesiones, que lo mantuvieron alejado de las competencias durante buena parte de la temporada. En La Liga jugó solamente 13 partidos como titular y fue sustituido en 4 de ellos. En 13 ocasiones estuvo en el banquillo y en 12 no fue convocado por estar lesionado. En la Liga de Campeones de la UEFA solo pudo jugar como titular en 2 partidos, incluyendo una de las semifinales ante el Chelsea.
El 31 de julio de 2021 el club anunció que el jugador había contraído el COVID-19.
A finales del mercado estival de 2021 fue cedido por una temporada a la ACF Fiorentina, quien necesitaba un jugador en su puesto tras la salida del club de Pol Lirola.

### Regreso a la Real Sociedad
El 1 de septiembre de 2023 se hizo oficial su vuelta a la Real Sociedad después de llegarse a un acuerdo para su traspaso y haber firmado un contrato hasta la temporada 2028-29.

## Selección nacional
Debutó con la selección sub-21 el 23 de marzo de 2017, en un partido amistoso disputado en Murcia que finalizó en victoria 3-1 contra Dinamarca, con dos asistencias del joven lateral. Odriozola sería convocado por el seleccionador Albert Celades para disputar el Europeo Sub-21 de ese mismo año, en el cual finalizarían como subcampeones posteriormente.
Jugó su primer partido con la Selección absoluta el 6 de octubre de 2017 en Alicante frente a Albania contra la que ganó 3-0 para sellar el pase de España al Mundial de Rusia 2018, donde además dio una asistencia a Thiago Alcántara y fue considerado el mejor jugador del partido.
El 21 de mayo de 2018, el seleccionador Julen Lopetegui le incluyó en la lista de 23 convocados para el Mundial de Rusia. El 3 de junio de 2018 logró marcar desde fuera del área su primer gol como internacional absoluto ante Suiza, en un amistoso de preparación para el Mundial.

#### Goles internacionales
| N.º | Fecha              | Estadio                                    | Rival | Gol | Resultado | Competición |
| --- | ------------------ | ------------------------------------------ | ----- | --- | --------- | ----------- |
| 1   | 3 de junio de 2018 | Estadio de la Cerámica, Villarreal, España | Suiza | 1-0 | 1-1       | Amistoso    |

## Estadísticas

### Clubes
Actualizado al último partido jugado el 27 de octubre de 2024.
| Real Sociedad "B" · España  | 2.ª B         | 2013-14       | 9   | 0 | 0  | —  | — | — | —  | — | — | 9   | 0 | 0  |
| Real Sociedad "B" · España  | 2.ª B         | 2014-15       | 27  | 1 | 0  | —  | — | — | —  | — | — | 27  | 1 | 0  |
| Real Sociedad "B" · España  | 2.ª B         | 2015-16       | 32  | 2 | 0  | —  | — | — | —  | — | — | 32  | 2 | 0  |
| Real Sociedad "B" · España  | 2.ª B         | 2016-17       | 18  | 0 | 3  | —  | — | — | —  | — | — | 18  | 0 | 3  |
| Real Sociedad "B" · España  | Total club    | Total club    | 86  | 3 | 3  | 0  | 0 | 0 | 0  | 0 | 0 | 86  | 3 | 3  |
| Real Sociedad · España      | 1.ª           | 2016-17       | 15  | 0 | 4  | 1  | 0 | 0 | —  | — | — | 16  | 0 | 4  |
| Real Sociedad · España      | 1.ª           | 2017-18       | 35  | 0 | 4  | 0  | 0 | 0 | 6  | 1 | 0 | 41  | 1 | 4  |
| Real Madrid C. F. · España  | 1.ª           | 2018-19       | 14  | 0 | 2  | 5  | 1 | 3 | 3  | 0 | 0 | 22  | 1 | 5  |
| Real Madrid C. F. · España  | 1.ª           | 2019-20       | 4   | 0 | 1  | 0  | 0 | 0 | 1  | 0 | 1 | 5   | 0 | 2  |
| Bayern de Múnich · Alemania | 1.ª           | 2019-20       | 3   | 0 | 0  | 1  | 0 | 0 | 1  | 0 | 1 | 5   | 0 | 1  |
| Bayern de Múnich · Alemania | Total club    | Total club    | 3   | 0 | 0  | 1  | 0 | 0 | 1  | 0 | 1 | 5   | 0 | 1  |
| Real Madrid C. F. · España  | 1.ª           | 2020-21       | 13  | 2 | 0  | 1  | 0 | 0 | 2  | 0 | 0 | 16  | 2 | 0  |
| ACF Fiorentina · Italia     | 1.ª           | 2021-22       | 25  | 1 | 2  | 2  | 0 | 0 | —  | — | — | 27  | 1 | 2  |
| ACF Fiorentina · Italia     | Total club    | Total club    | 25  | 1 | 2  | 2  | 0 | 0 | 0  | 0 | 0 | 27  | 1 | 2  |
| Real Madrid C. F. · España  | 1.ª           | 2022-23       | 3   | 0 | 0  | 2  | 0 | 0 | 1  | 0 | 0 | 6   | 0 | 0  |
| Real Madrid C. F. · España  | Total club    | Total club    | 34  | 2 | 5  | 8  | 1 | 3 | 7  | 0 | 1 | 49  | 3 | 9  |
| Real Sociedad · España      | 1.ª           | 2023-24       | 9   | 0 | 0  | 3  | 0 | 1 | 3  | 0 | 0 | 15  | 0 | 1  |
| Real Sociedad · España      | 1.ª           | 2024-25       | 2   | 0 | 0  | 0  | 0 | 0 | 2  | 0 | 0 | 4   | 0 | 0  |
| Real Sociedad · España      | Total club    | Total club    | 61  | 0 | 8  | 4  | 0 | 1 | 11 | 1 | 0 | 76  | 1 | 9  |
| Total carrera               | Total carrera | Total carrera | 209 | 6 | 16 | 15 | 1 | 4 | 19 | 1 | 2 | 243 | 8 | 22 |
| 1. 2. 3.                    |               |               |     |   |    |    |   |   |    |   |   |     |   |    |

### Selección nacional
Actualizado al último partido jugado el 9 de junio de 2018.
| Sub-21 · España | 2017          | 2 | - | 2 | 1 | - | 1 | - | - | - | 3 | 0 | 3 |
| Sub-21 · España | Total         | 2 | 0 | 2 | 1 | 0 | 1 | 0 | 0 | 0 | 3 | 0 | 3 |
| Absoluta · España | 2017          | 1 | - | - | - | - | - | 1 | - | 1 | 2 | 0 | 1 |
| Absoluta · España | 2018          | 2 | 1 | - | - | - | - | - | - | - | 2 | 1 | 0 |
| Absoluta · España | Total         | 3 | 1 | 0 | 0 | 0 | 0 | 1 | 0 | 1 | 4 | 1 | 1 |
| Total carrera | Total carrera | 5 | 1 | 2 | 1 | 0 | 1 | 1 | 0 | 1 | 7 | 1 | 4 |
| (4) Incluye datos de Eurocopa Sub-21, Eurocopa y procesos clasificatorios. (5) Incluye datos de las fases de clasificación para los campeonatos del Mundo. (6) No incluye goles en partidos amistosos. |               |   |   |   |   |   |   |   |   |   |   |   |   |

## Palmarés

### Títulos nacionales
| Título              | Club              | País     | Año  |
| ------------------- | ----------------- | -------- | ---- |
| Supercopa de España | Real Madrid C. F. | España   | 2020 |
| Campeonato de Liga  | Real Madrid C. F. | España   | 2020 |
| Bundesliga          | Bayern de Múnich  | Alemania | 2020 |
| Copa de Alemania    | Bayern de Múnich  | Alemania | 2020 |
| Copa del Rey        | Real Madrid C. F. | España   | 2023 |

### Títulos internacionales
| Título                       | Club              | Sede                   | Año  |
| ---------------------------- | ----------------- | ---------------------- | ---- |
| Mundial de Clubes            | Real Madrid C. F. | Emiratos Árabes Unidos | 2018 |
| Liga de Campeones de la UEFA | Bayern de Múnich  | Portugal               | 2020 |
| Supercopa de Europa          | Real Madrid C. F. | Helsinki               | 2022 |
| Mundial de Clubes            | Real Madrid C. F. | Marruecos              | 2022 |